# 福斯家庭電影頻道
福斯家庭電影頻道（英語：Fox Family Movies）是一个播放电影的亚洲电视频道，開播時期由福斯國際電視網營運。在香港、澳门、台湾、菲律宾、新加坡、马来西亚等地区均有业务。福斯家庭电影频道已签订电影合约的单位包括20世纪福斯、迪斯尼、米高梅 - 梅耶，Studio Cana、狮门娱乐、顶峰娱乐、温斯坦公司等。该电影频道面向老人和儿童，主要提供家庭电影。该频道及其所属福斯傳媒集團和集團旗下頻道後隨其母公司21世纪福斯被迪士尼公司收購。2021年10月1日随迪士尼傳媒统一停播。